# Гурамі плямистий
Гурамі плямистий або гурамі звичайний (Trichopodus trichopterus) — вид лабіринтових риб. Одна з популярних акваріумних риб, виведено багато форм різного забарвлення. В Європу були вперше завезені у 1896 р.

## Систематика
Наукова назва виду Trichopodus trichopterus була відновлена 2009 року. Раніше, починаючи з 1923 року, застосовувалась назва Trichogaster trichopterus, яка тепер стала синонімом. З цієї причини в літературі, особливо присвяченій акваріумним рибам, зустрічається переважно друга назва.

## Зовнішній вигляд

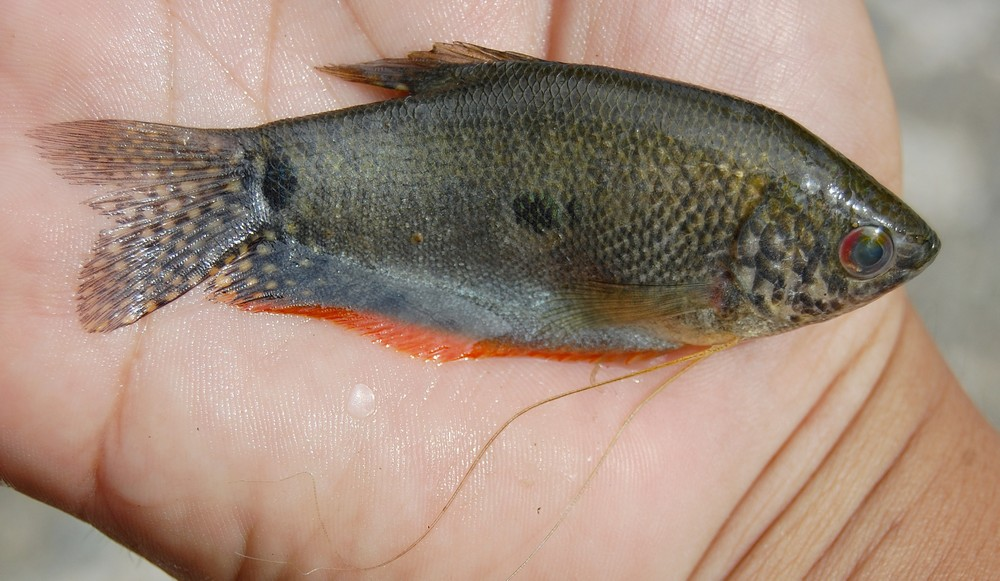
Плямистий гурамі природного забарвлення (о. Ява, Центральна Індонезія)

Тіло плямистих гурамі видовжене, доволі високе, сплощене з боків. Рот верхній, маленький, рило трохи виступає вперед. Риби виростають приблизно до 15-20 см завдовжки, але їх звичайний розмір у дикій природі становить 11-12 см, а в умовах акваріума не перевищує 15 см. Луски середнього розміру, неправильно розташовані. У бічній лінії 40—52 луски. Сама бічна лінія вигнута, може перериватися, сягає хвостового плавця.
Великий анальний плавець починається під грудними плавцями і, поступово розширюючись, тягнеться майже вздовж усього тіла, сягаючи основи хвоста. Спинний плавець, навпаки, короткий. Спинний плавець має 6-8 твердих і 7-10 м'яких променів, анальний — 9-12 твердих та 30-38 м'яких. Задній край хвостового плавця трохи вирізаний по центру. Черевні плавці дуже довгі й тонкі, мають вигляд ниткоподібних «вусів», їх довжина є близькою до довжини тіла. Ці «вуса» мають хімічні рецептори й наділені сенсорною функцією, виконують роль органів дотику й відіграють важливу роль при годівлі, залицянні та спарюванні, з'ясуванні стосунків з іншими рибами. Вони весь час знаходяться в русі; складається з 1 твердого та 3-4 м'яких променів.
Забарвлення у різних форм з різних місць проживання дуже варіюється. Тіло може бути забарвлене від зелено-коричневого до золотаво-зеленого або сірого. На цьому фоні є або мармуровий малюнок із плям і вертикальних смуг, або тигрове забарвлення із світло-коричневих смуг. Є форми повністю коричневі. У центрі тіла розташована велика чорна овальна пляма. Ще одна така пляма знаходиться на хвостовому стеблі. Плавці майже прозорі, зеленкувато-сірі, з великою кількістю розмазаних крапок білого, жовтого, жовтогарячого, рожевого кольорів. Найбільш виразними ці крапки є в задніх частинах анального й спинного та на хвостовому плавці.
Забарвлення помітно змінюється залежно від стану і настрою риб. Чим більше збуджений гурамі, тим інтенсивнішим є його забарвлення. Найяскравішими риби бувають під час нересту: смуги на тілі чорніють, анальний плавець вкривають червоні плями, а смуга переливається різними кольорами. Червонувате око стає вогненно-червоним.
Статеві відмінності незначні. Самці стрункіші, дещо більші за самок, інтенсивніше забарвлені. Дорослих самців легко розпізнати за подовженим і загостреним на кінці спинним плавцем; у самок він значно коротший і закруглений. Самки відрізняються повним черевом, особливо перед нерестом.

### Виведені форми
До штучно виведених кольорових варіацій плямистого гурамі належать мармуровий, блакитний, золотий і сріблястий гурамі.

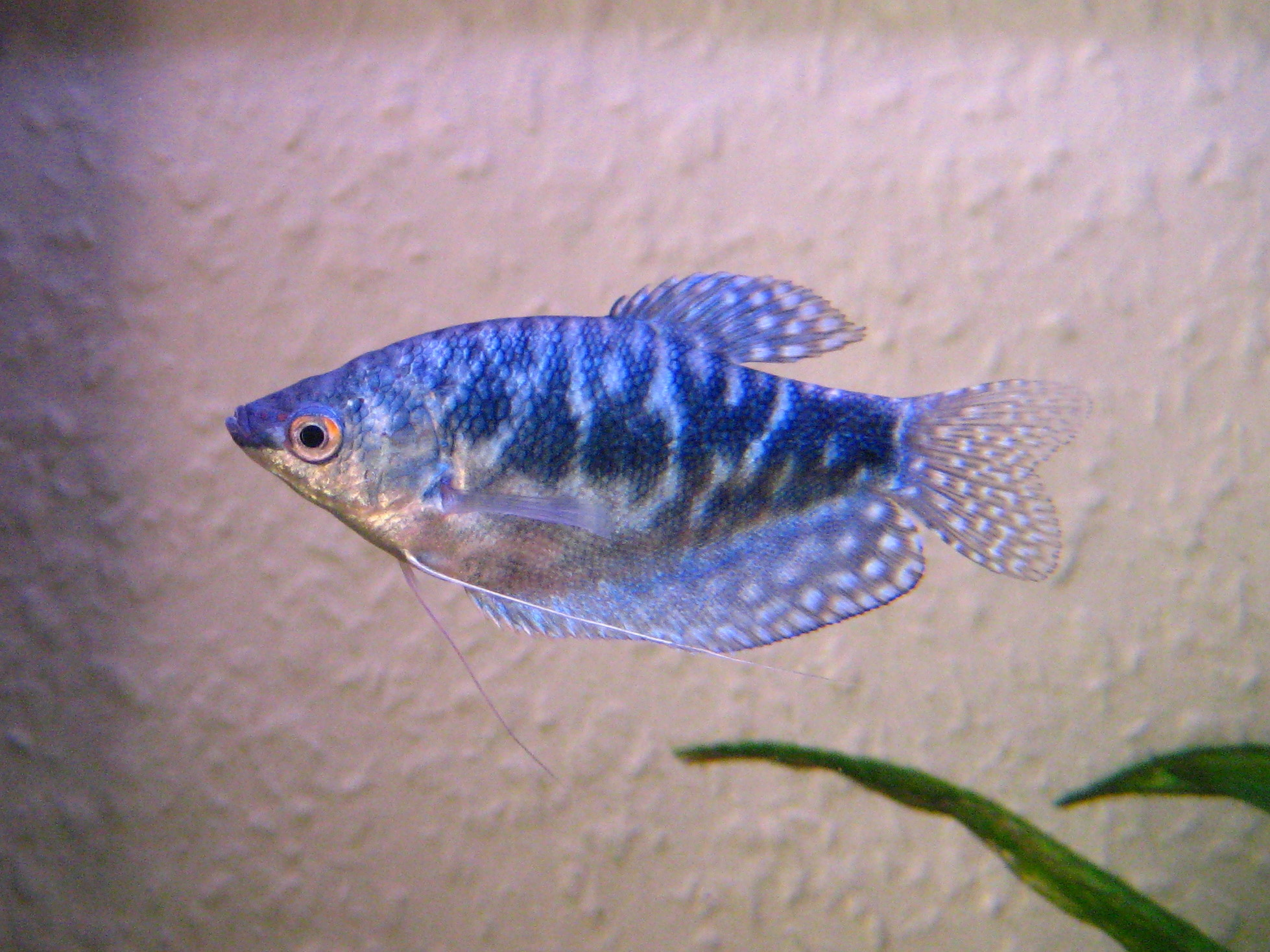
Блакитна форма
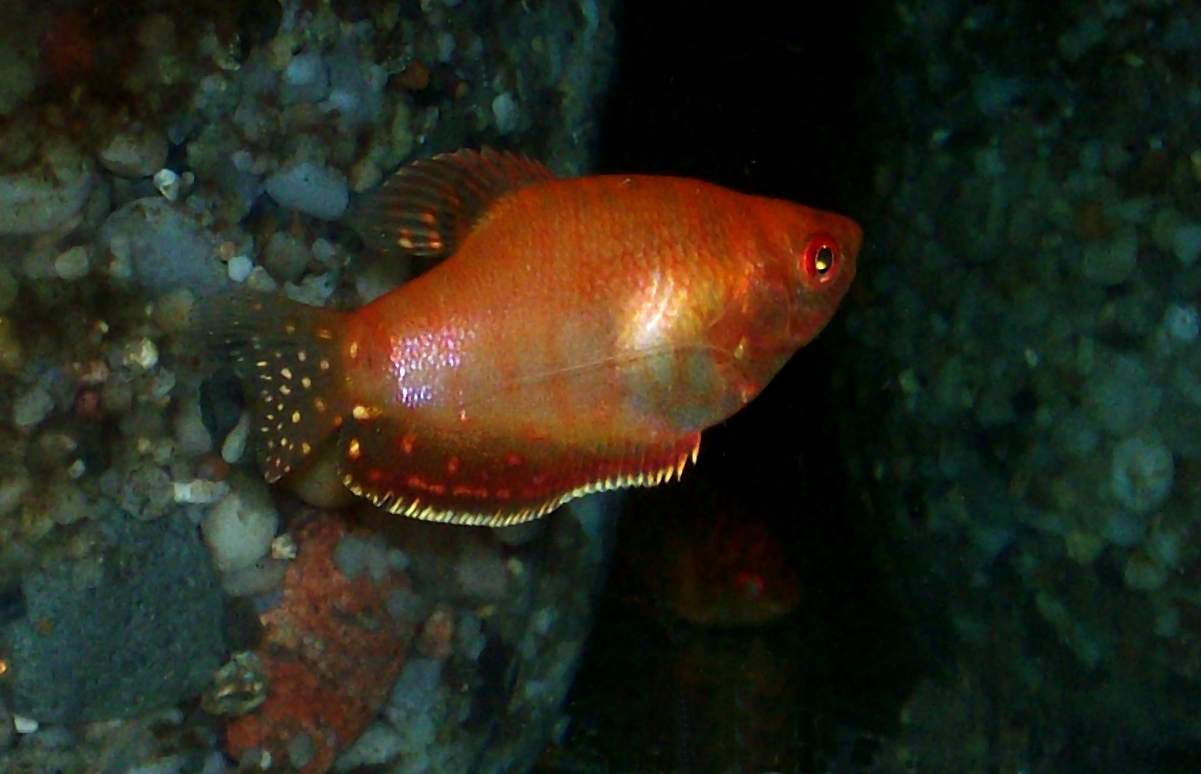
Золотиста форма
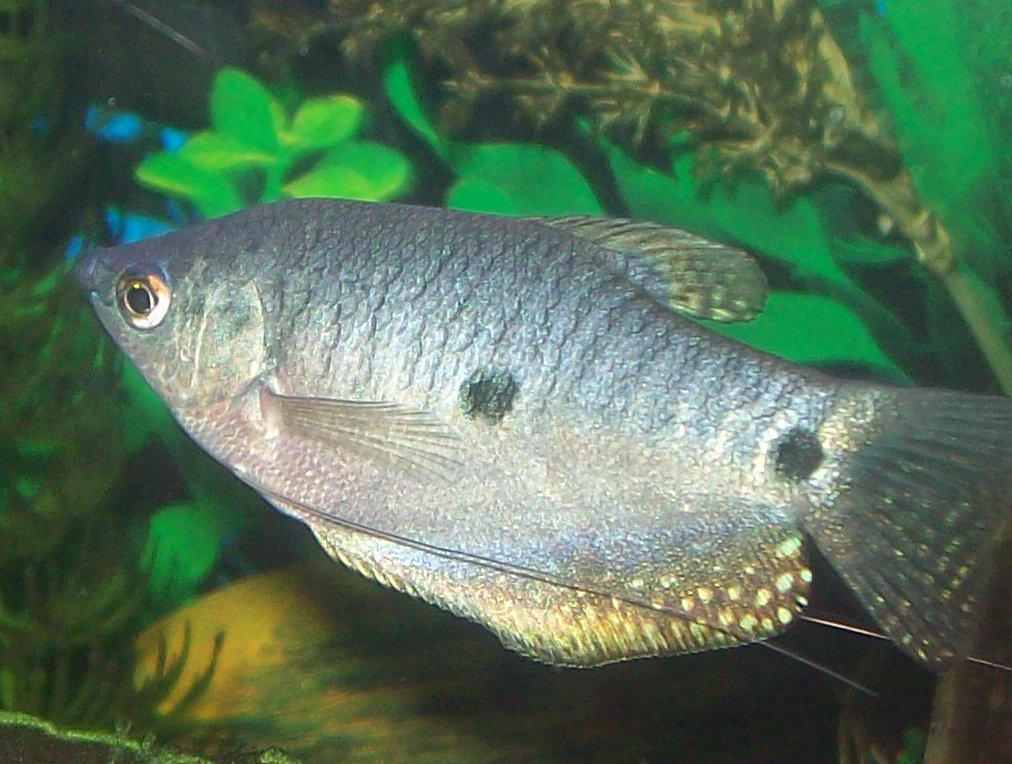
Двокрапкова форма
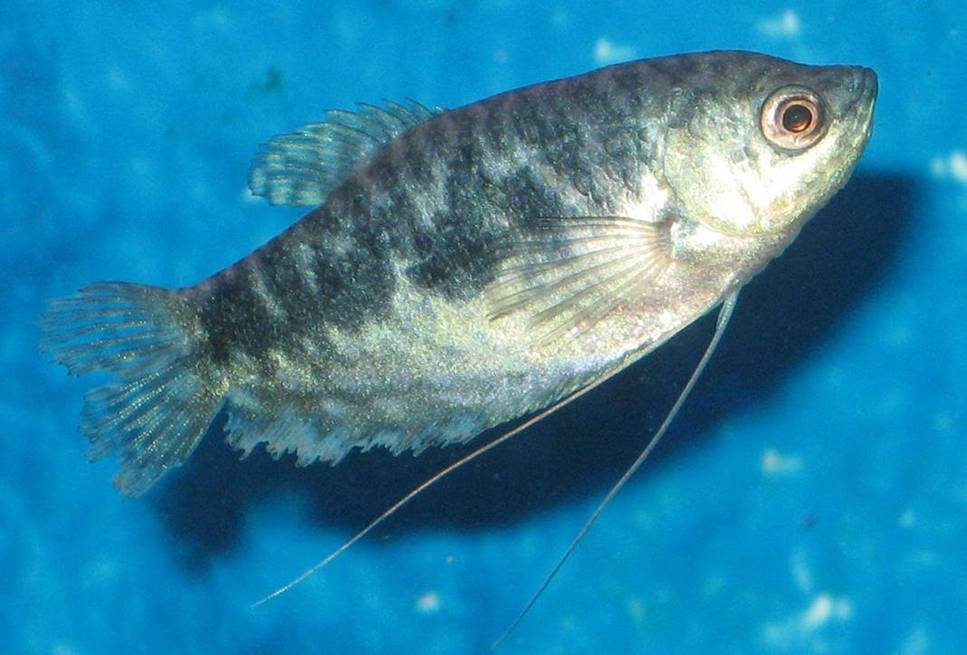
Мармурова форма

Мармурові гурамі — найбільш поширена в акваріумах порода плямистих гурамі. По тілу цих риб розкидані різної форми плями (чорні в молодих риб, сині в дорослих), що утворюють характерний мармуровий малюнок. Мало поступається за популярністю мармуровому інший мутант — золотий гурамі. Це рибки золотавого кольору з оранжевим відтінком і блакитно-білими цятками на плавцях. Непогано виглядають гібриди мармурових і золотих гурамі, що мають золотаво-оранжеве забарвлення і темний мармуровий малюнок. Значно поступаються попереднім породам за зовнішністю сріблясті гурамі. Ці рибки мають невиразне сріблясто-біле забарвлення і мало поширені в акваріумах. Природні популяції в акваріумах практично не зустрічаються.

## Лабіринтовий орган
Як і всі представники підряду лабіринтових (Anabantoidei), плямисті гурамі мають допоміжний орган дихання, так званий лабіринтовий апарат, розташований в порожнині над зябрами. На відміну від більшості риб, які використовують для дихання кисень, розчинений у воді, лабіринтові можуть ще отримувати додатковий кисень з атмосферного повітря. Для цього риби періодично спливають до поверхні води за черговим ковтком повітря. Зябра і лабіринтовий апарат працюють у них у парі.
Наявність цього специфічного органу дихання дозволяє гурамі не лише виживати, а й добре себе почувати у водоймах, бідних на кисень.

## Поширення
У природі зустрічається у водах Південно-Східної Азії: Китай (Юньнань), М'янма, Таїланд, Лаос, В'єтнам, Камбоджа, Малайзія, Сінгапур, Індонезія (Суматра, Ява, Мадура, Калімантан). Крім того, за участі людини, цей вид розселився в багатьох інших тропічних країнах: на островах Балі та Сулавесі в Індонезії, на Філіппінах, Тайвані, в Папуа Новій Гвінеї, на півночі Австралії (Квінсленд), в Шрі-Ланці, в Західних Гатах на південному заході Індії, в Намібії, Колумбії, на Антильських островах. Вплив плямистого гурамі на місцеві види не був досліджений, але є підстави вважати його потенційно небезпечним для місцевої іхтіофауни через його високу плодючість і здатність пристосовуватись до різноманітних умов проживання.
Зустрічається на мілководді у стоячих або з дуже повільною течією водоймах з великою кількістю водної рослинності: ставки, болота, озера, канави, затоки, рукави тощо. В басейні Меконгу під час повені плямисті гурамі живуть серед затопленого водою лісу, а з початком сухого сезону повертаються до постійних водойм. Зазвичай обмежуються прісними водоймами, хоча можуть жити і в солонкуватій воді мангрових боліт. Уникають стрімких потоків і струмків зі швидкою течією.
Вид надзвичайно поширений у рідних водоймах, добре пристосований до антропогенних водойм і досить толерантний до легко забруднених вод. Менше зустрічається або навіть щезає лише в сильно забруднених місцях.
Температура середовища існування плямистого гурамі коливається в межах 22-28 °C, показник рН6,0-8,0, твердість води може становити 5–19°dH. Кількість розчиненого у воді кисню може бути низькою.
Риби тримаються переважно групами в густих заростях рослин і майже ніколи звідти не вилазять. Дорослі самці часто б'ються між собою.
Вид всеїдний, харчується зоопланктоном, ракоподібними, личинками комах, а також детритом, рослинною їжею.

## Значення для людини
У Малайзії, Таїланді, Індонезії та Камбоджі плямисті гурамі є продовольчою рибою. Їх ловлять дрібні місцеві рибалки разом із іншими озерними рибами, використовуючи при цьому різні види сіток. Вживають у солоному висушеному вигляді.
Часто вид зустрічається також у торгівлі акваріумними рибами.

## Утримання в акваріумі

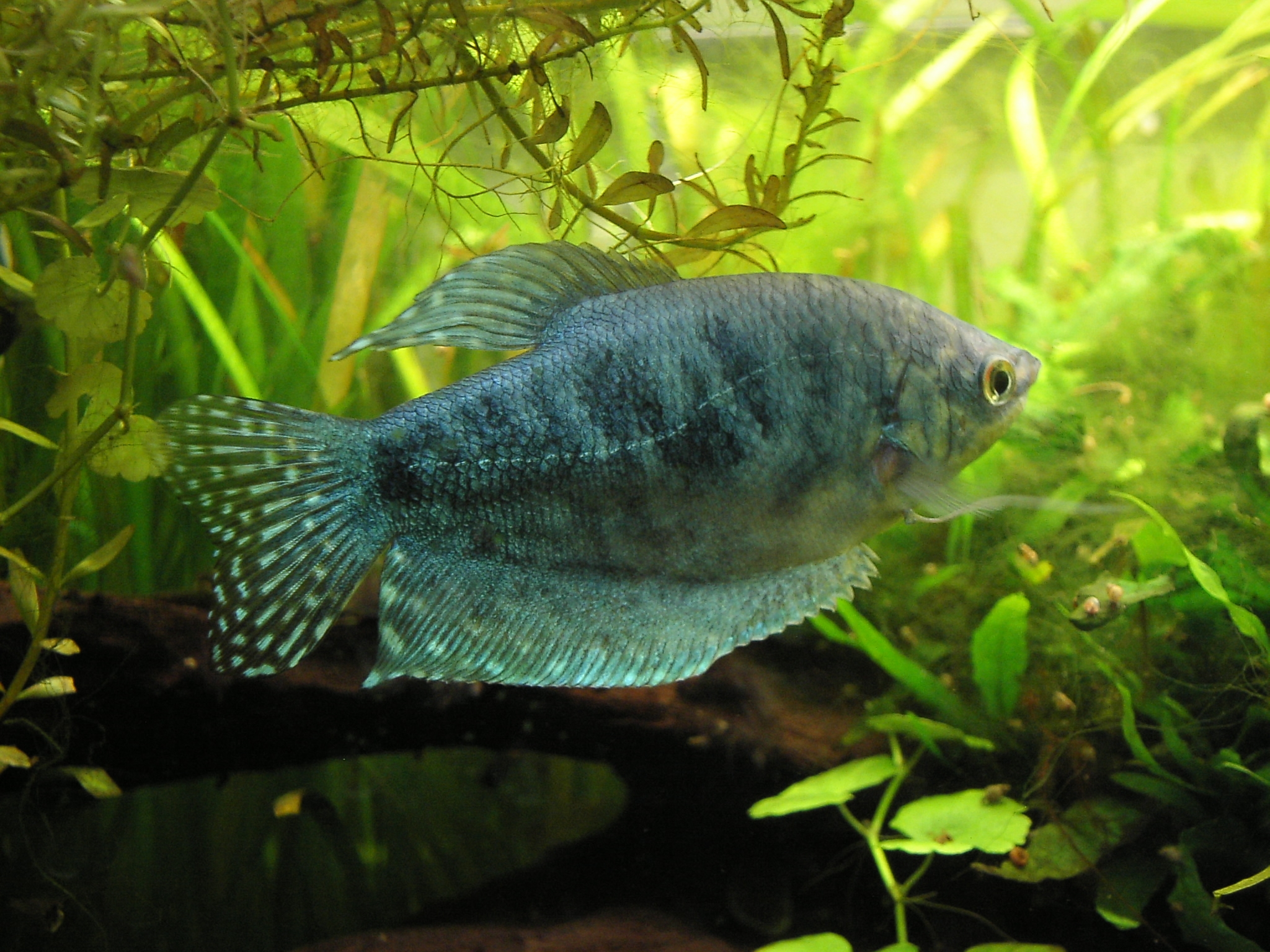
Самець плямистого гурамі

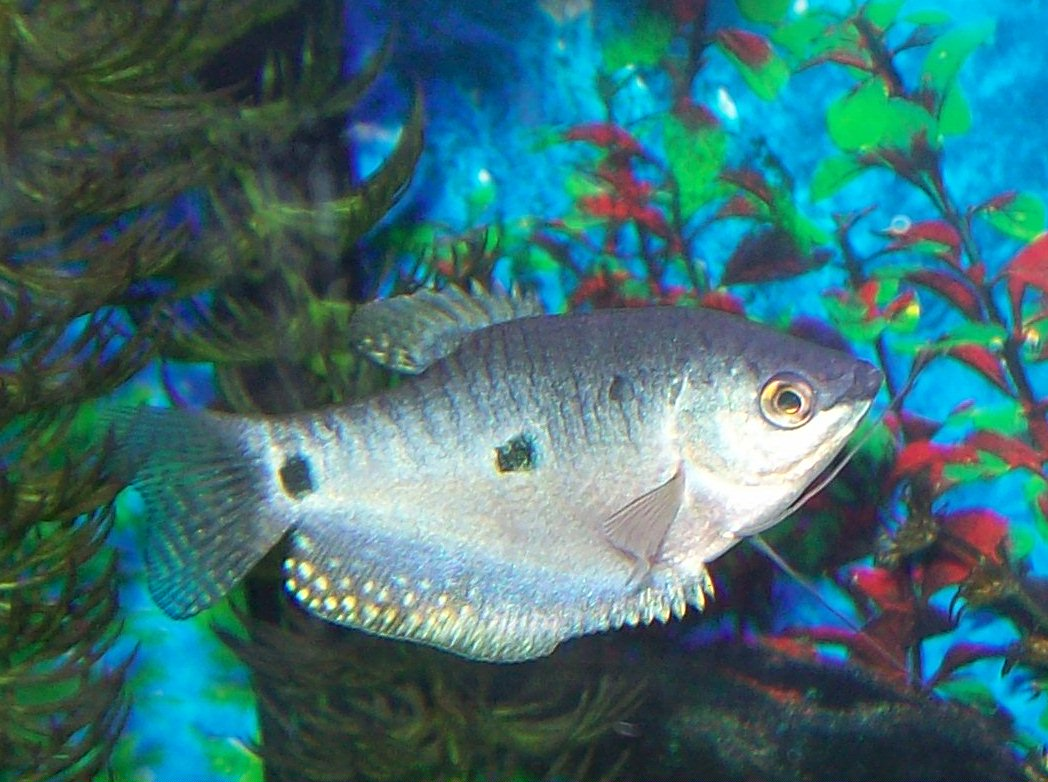
Самка плямистого гурамі

Плямистий гурамі — популярна акваріумна риба. Мирна, легко уживається з будь-якими іншими рибами, як найдрібнішими, так і великими. Краще, якщо сусідами будуть інші великі спокійні риби. Трохи полохлива. Самці іноді проявляють агресію один до одного. Плавають гурамі плавно й спокійно, весь час обстежують акваріум, простягаючи свої «вуса» до оточуючих предметів, рослин, риб, облапуючи й вивчаючи їх.
Вид витривалий і невибагливий. Тримати плямистих гурамі можуть і початківці.
Їх утримують в невисоких акваріумах ємністю не менше 40 л, з темним ґрунтом, густо засаджених рослинами, зокрема плаваючими. Вранці бажане сонячне освітлення. Тримаються у верхньому і середньому шарах води. Використовують для дихання атмосферне повітря за допомогою зябрового лабіринту. Вони захоплюють його ротом, час від часу піднімаючись до поверхні води. Тому плямисті гурамі обов'язково повинні мати доступ до поверхні. Акваріум зверху слід накрити склом, щоб риби не вистрибнули з нього, а повітря над водою завжди було теплим.
Температура води для утримання гурамі 22—28 °C. Склад води великого значення не має, але рекомендується твердість до 20°, pH близько 7,0. До корму невибагливі: їдять як живий, так і сухий і рослинний корм. Дорослих риб власники акваріумів цінують за те, що вони полюють на гідр.

## Розмноження
Плямисті гурамі не мають певного сезону для нересту. Вони можуть розмножуватись протягом цілого року, основними репродуктивними сигналами для риб є температура води і тривалість світлового дня. Самці плямистих гурамі виявляють складну нерестову поведінку, що включає утворення та захист території, побудову гнізда та догляд за потомством.
Репродуктивна поведінка модулюється візуальними та хімічними сигналами від самців і самок. Дослідження показали, що дозрівання самки може здійснюватися або через утворення феромонів, що випускаються самцями (хімічна стимуляція), або у відповідь на будівництво гнізда самцем та залицяння з його боку (візуальна стимуляція). Хімічні сигнали самці видають через спеціальні рецептори, розташовані на черевних плавцях. З іншого боку, феромональні сигнали від самок стимулюють самців до побудови гнізда, а також сприяють успіхові спарювання.
Нерест парний. Зважаючи на високу продуктивність виду, нерестовищем повинно бути просторим, ємністю 40—50 л. Його заповнюють на 3/4 старою акваріумною водою і на 1/4 м'якою свіжою водою. Рівень води до 20 см. Із дрібнолистих рослин створюють схованку для самки. Днів за шість — сім до початку нересту самця і самку потрібно годувати тільки живим кормом. Коли все готове, пару риб висаджують до нерестовища, і підвищують температуру води на 2—3 °C.
Самець стає агресивним, забарвлення його темнішає, і він починає будувати на поверхні води гніздо з піни. Він набирає в рот повітря, а тоді випускає його у вигляді невеликих обслинених бульбашок, які спливають на поверхню води й лягають одна до одної. Спорудження гнізда зазвичай триває два дні. Найактивнішим будівництво буває в умовах слабкого освітлення. Гніздо у плямистих гурамі може підніматися над водою більш ніж на 3 см, воно округле за формою й мати до 25 см у діаметрі. Воно неміцне, й самець весь час підбудовує й підправляє гніздо. Місце для гнізда зазвичай він вибирає в найзатишнішому, вільному від рослин місці на поверхні води. Гніздо є центром території самця, і він агресивно захищає його від будь-яких вторгнень.

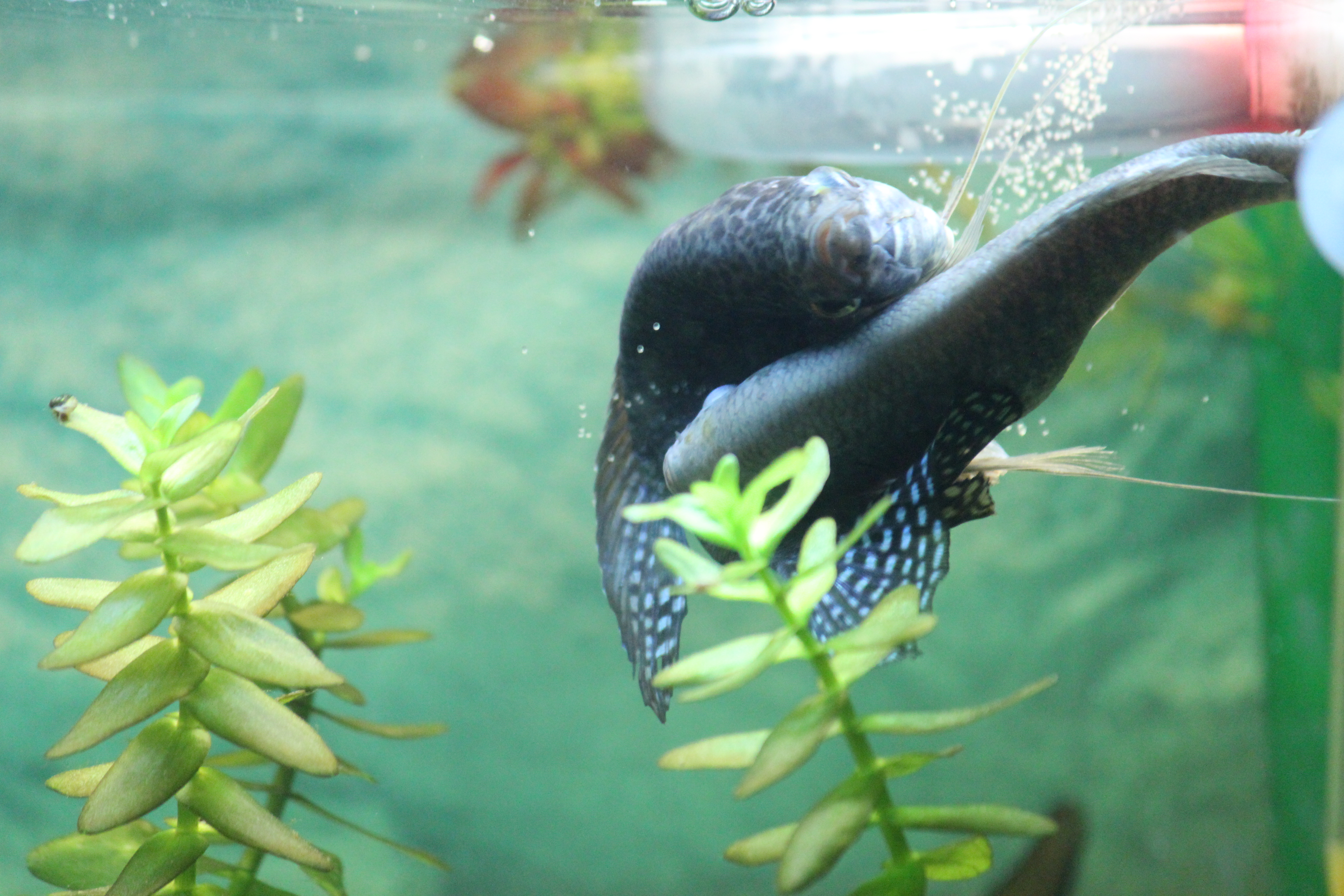
Нерестові обійми

Коли гніздо вже готове, поведінка самця змінюється. Він намагається заманити самку під гніздо. Самка з дозрілою ікрою обов'язково піде за ним. Під гніздом самець обіймає самку своїм тілом, стискає її й намагається перевернути черевом догори. Рибки здригаються й викидають ікру й молочко, а самі знесилені падають до дна. Ікра містить краплину жиру, що підносить її на поверхню. Риби на короткий час завмирають, а, коли вони приходять до тями, самець проганяє самку від гнізда, а сам починає збирати ротом ікринки й випльовує їх у гніздо. Навіть ті ікринки, що відразу потрапили в піну, самець ще раз втягне у рот і виплюне, щоб змити з ікринки мікроорганізми. Крім механічного очищення, це й своєрідне дезінфікування ікри. Слина лабіринтових риб має здатність вбивати збудників хвороб.
Коли самець наведе порядок з ікрою, відбувається новий акт ікрометання. Так триває поки самка повністю не звільниться від ікри. Весь нерест продовжується 1-2 години. Після цього самець не виявляє до своєї подруги жодних почуттів, крім агресії. Тому самку з нерестовища відсаджують, а самця залишають доглядати за ікрою і гніздом. Він це виконує дуже сумлінно: переносить ікринки з одного місця на інше, більш відповідне, підправляє гніздо, рухами плавців створює рух води.
Ікринки в гурамі дрібні, близько 1 мм у перетині, прозорі, незабарвлені. Зазвичай, самка відкладає 1000—2000 ікринок, хоча доволі часто їхня кількість може досягати 4000-5000 і більше.
Через добу можна побачити дрібних личинок, які тримаються в гнізді у вертикальному положенні. Самець гурамі доглядає за ними доти, поки вони не перетворяться на мальків і не попливуть. Відразу потрібно відселити самця з нерестовища щоб він не поїв малят. Мальки виводяться крихітними й слабкими. Протягом перших трьох — чотирьох діб їх годують інфузоріями, а потім дрібним зоопланктоном. Рівень води знижують до 5-8 см.
Ростуть мальки швидко, але слід ураховувати їх велику кількість. Годують їх потроху, але часто, перший час 3-5 разів на день. В акваріумі важливо підтримувати чистоту. Мальки ростуть нерівномірно. Сильніші екземпляри відтісняють від корму менших, швидше ростуть, а згодом і полюють на відсталих у рості братів, сприймаючи їх за корм. Тому, запобігаючи канібалізму, молодь періодично сортують за розмірами.
Дуже привабливо виглядають молоді мармурові гурамі, за своєю зовнішністю вони помітно переважають дорослих риб.
У віці 6-7 місяців молодь сягає довжини 7-8 см і вже може нереститися. Використання гнізда і батьківське піклування підвищують шанси мальків на виживання. У поєднанні з кількома нерестами на рік, це забезпечує швидке зростання чисельності природних популяцій плямистого гурамі. Менш, ніж за 15 місяців, вона може подвоюватись.